# Sapromyza alazonica
Sapromyza alazonica är en tvåvingeart som beskrevs av Shatalkin 1993. Sapromyza alazonica ingår i släktet Sapromyza och familjen lövflugor. Inga underarter finns listade i Catalogue of Life.